# Östra Muorrejaure
Östra Muorrejaure är en sjö i Arvidsjaurs kommun i Lappland och ingår i Byskeälvens huvudavrinningsområde. Sjön har en area på 0,414 kvadratkilometer och ligger 429,9 meter över havet. Sjön avvattnas av vattendraget Muorrebäcken.

## Delavrinningsområde
Östra Muorrejaure ingår i det delavrinningsområde (728459-163692) som SMHI kallar för Mynnar i Svärdälven. Medelhöjden är 474 meter över havet och ytan är 23,2 kvadratkilometer. Det finns ett avrinningsområde uppströms, och räknas det in blir den ackumulerade arean 45,48 kvadratkilometer. Muorrebäcken som avvattnar avrinningsområdet har biflödesordning 3, vilket innebär att vattnet flödar genom totalt 3 vattendrag innan det når havet efter 166 kilometer. Avrinningsområdet består mestadels av skog (65 procent) och sankmarker (29 procent). Avrinningsområdet har 0,68 kvadratkilometer vattenytor vilket ger det en sjöprocent på 2,9 procent.